# Medroxiprogesterona
La medroxiprogesterona (MP) es una pregnano que actúa como una progestina. Un derivado acilado, el 17-acetato de medroxiprogesterona (MPA) se utiliza clínicamente como un fármaco. Comparado con el MPA, la MP es aproximadamente 100 veces menos potente como progestina. La MP también es un metabolito del MPA.
Mientras que la medroxiprogesterona es algunas veces usada como un sinónimo de 17-acetato de medroxiprogesterona, lo que normalmente se administra es 17-acetato de medroxiprogesterona y no medroxiprogesterona.
La medroxiprogesterona se utiliza para regular los períodos menstruales irregulares durante el ciclo menstrual o durante la menopausia.